# Mammillaria surculosa
La biznaga de chupones (Mammillaria surculosa) es una especie de planta perteneciente a la familia Cactaceae. Es endémico de San Luis Potosí y Tamaulipas en México. Su hábitat natural son los áridos desiertos. Se ha extendido por el mundo como planta ornamental. Mammillaria surculosa fue descrita por Friedrich Boedeker y publicado en Monatsschrift der Deutschen Kakteen-Gesellschaft, E. V., Sitz Berlin 3: 78. 1931. Mammillaria: nombre genérico que fue descrita por vez primera por Carolus Linnaeus como Cactus mammillaris en 1753, nombre derivado del latín mammilla = tubérculo, en alusión a los tubérculos que son una de las características del género. surculosa: epíteto latíno que significa "con retoños"

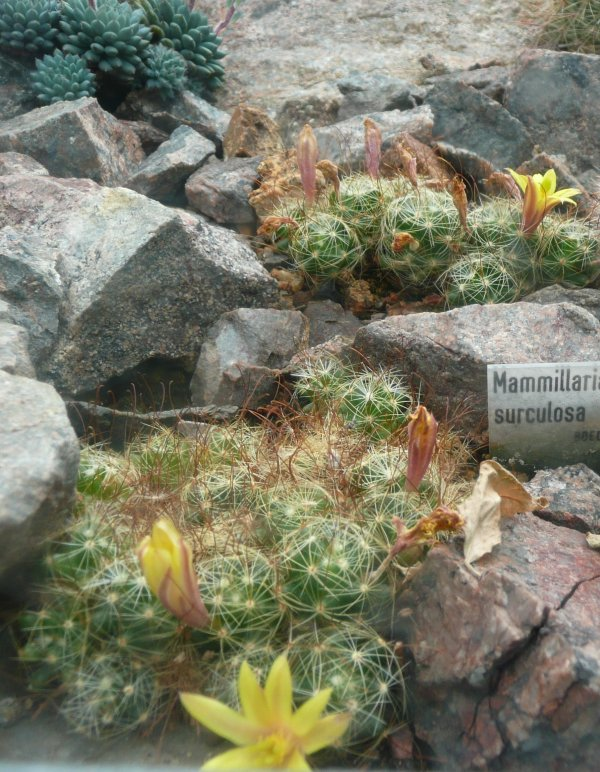
En su hábitat

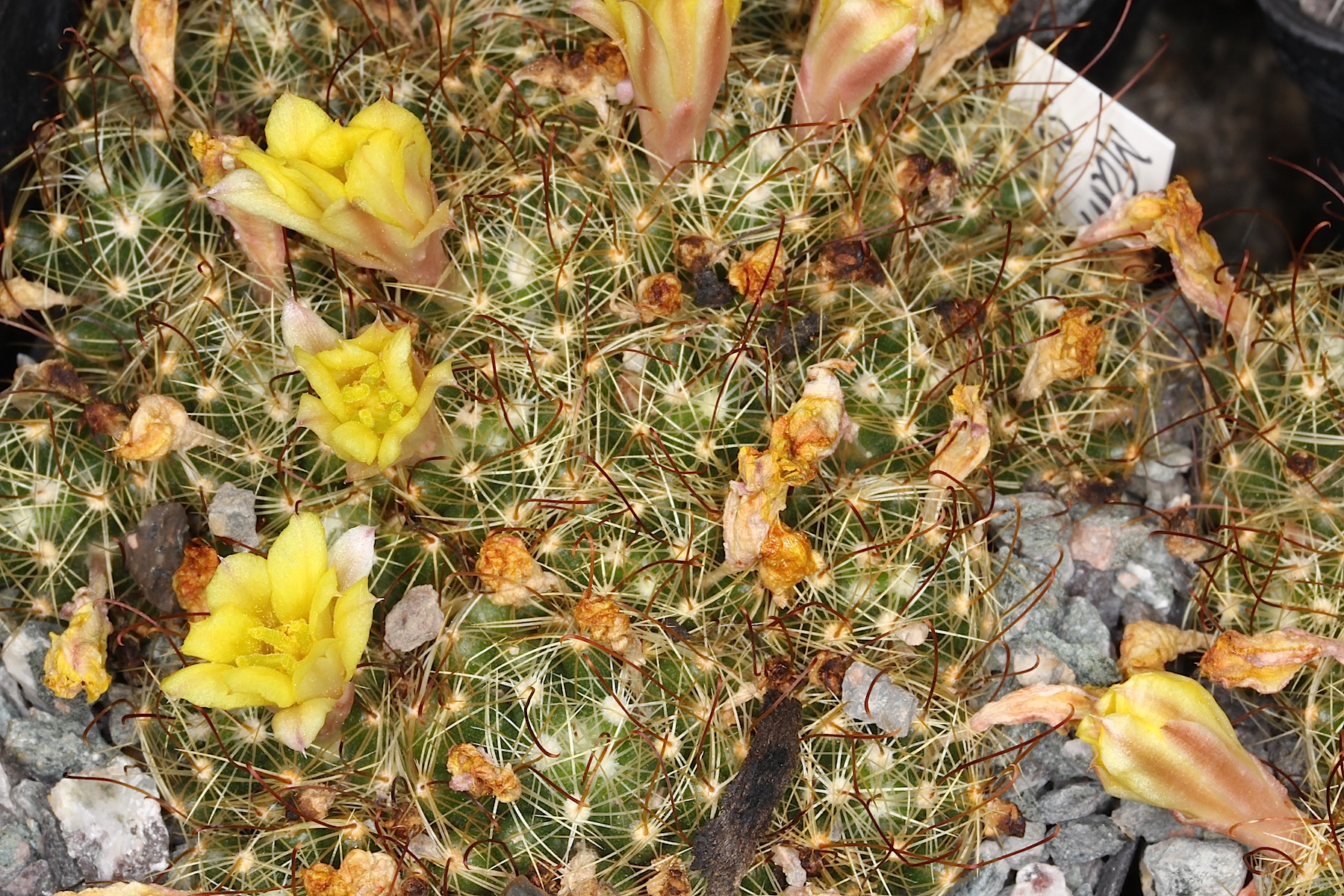
Con flores

## Clasificación y descripción
Es una biznaga de la tribu Cacteae, familia Cactaceae. Es un cactus que tiene crecimiento ramificado. Sus tallos son de forma globoso-aplanado de 1 a 4 cm de altura y 1.5 a 3 cm de diámetro. Las protuberancias del tallo (tubérculos) cilíndricos, son de color verde brillante y presentan jugo acuoso, el espacio entre ellos (axilas) son desnudas. Los sitios en los que se desarrollan las espinas se denominan aréolas, en esta especie tienen forma circular, con más o menos 16 espinas, 1 en el centro de la aréola (central), amarilla y la punta parda, mientras que las de la orilla (radiales) son delgadamente aciculares, blancas. Las flores son pequeñas y tienen forma de embudo campanulado, miden de 18 a 25 mm de longitud y diámetro, son de color amarillo azufre. Los frutos en forma de chilitos, son de color verde a verde parduzco y las semillas pardas. Es polinizada por insectos y se dispersa por semillas.
Mammillaria surculosa crece de forma individual o ramificada, con una fuerte raíz principal.

## Distribución
Es endémica a los estados de San Luis Potosí y Tamaulipas.

## Ambiente
Se desarrolla entre los 1000 a 1200 m s.n.m., en matorrales xerófilos.

## Estado de conservación
Debido a sus características, esta especie ha sido extraída de su hábitat para ser comercializada de manera ilegal, aunque no se tiene cuantificación del daño que esto ha producido a las poblaciones. Es endémica a México y se considera en la categoría de sujeta a protección especial (Pr) de la Norma Oficial Mexicana 059. En la lista roja de la IUCN se considera En Peligro (EN).